# Gordon Murray
Ian Gordon Murray CBE, född 18 juni 1946 i Durban är en sydafrikansk/brittisk ingenjör och formelbilskonstruktör. Han är grundare av Gordon Murray Design och sportbilstillverkaren Gordon Murray Automotive.

## Formel 1
Murray flyttade till Storbritannien med ambitionen att få arbeta i ett formel 1-stall. 1969 anställdes han av Brabham, där han avancerade till teknisk direktör 1973. En av Murrays mest kontroversiella konstruktioner var den så kallade "fläktbilen" Brabham BT46, som vann Sveriges Grand Prix 1978 och därefter förbjöds att tävla. Nelson Piquet blev världsmästare 1981 och 1983 med bilar som Murray konstruerat.
1987 gick Murray över till konkurrenten McLaren där han arbetade som teknisk direktör fram till 1991. Under den perioden vann McLaren fyra raka konstruktörstitlar och stallets förare Ayrton Senna och Alain Prost vann förartitlarna.

## Sportbilskonstruktör
1990 utsågs Murray till chefskonstruktör för det nygrundade McLaren Automotive där han ledde arbetet med supersportbilen McLaren F1.
2004 lämnade Murray McLaren och startade sitt eget konsultföretag Gordon Murray Design.
2017 grundade han biltillverkaren Gordon Murray Automotive för att bygga sportbilar under eget namn.

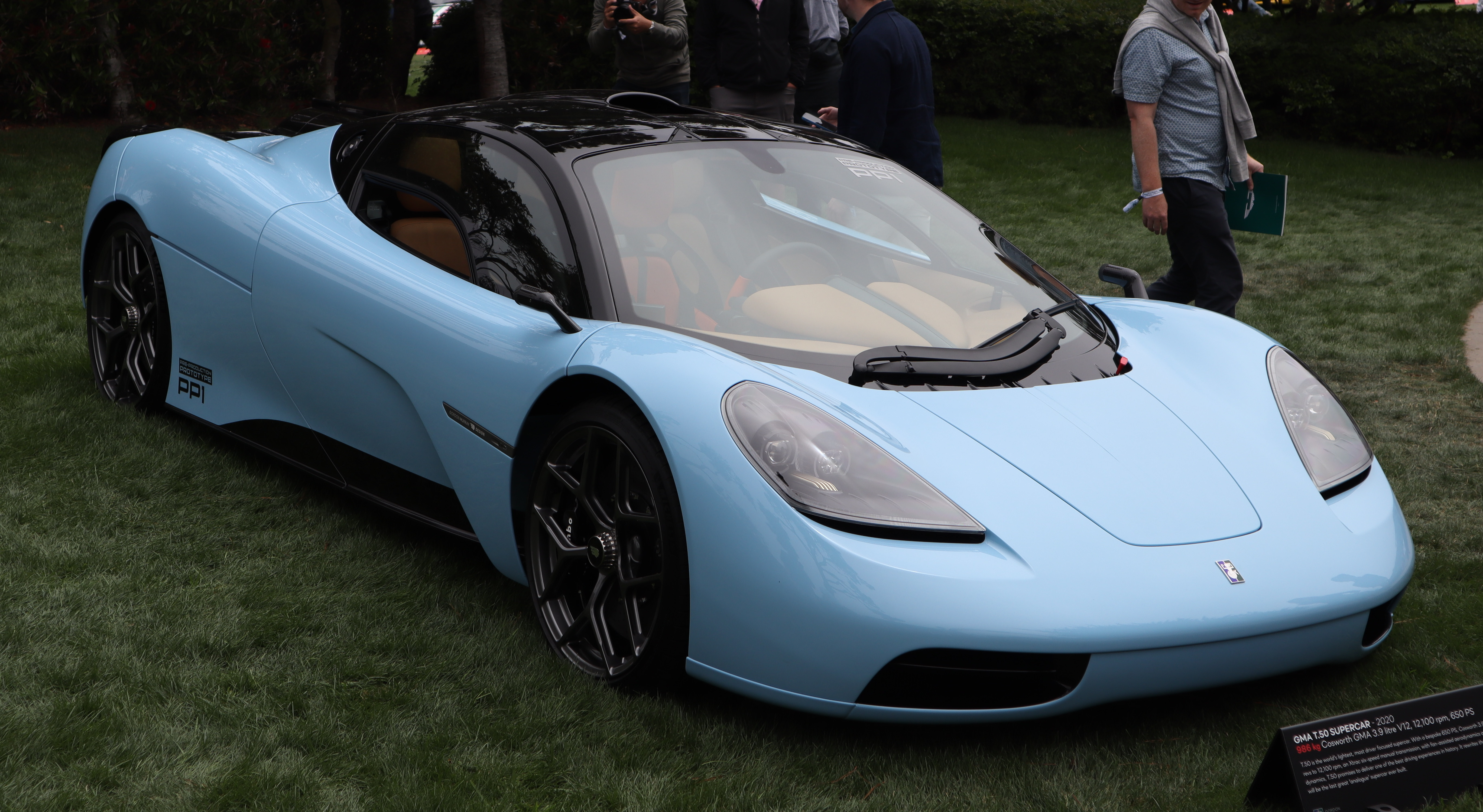
Gordon Murray Automotive T.50